# 鳥越はな
鳥越 はな（とりごえ はな、2000年3月21日 - ）は、日本のAV女優。Diaz Group所属。2020年8月5日、自身の新しいツイッターで鳥希 はな（とりき はな、1999年7月1日 - ）への改名とC-more エンターテイメントへの移籍を報告。

## 経歴
秋田県出身。
2019年10月、週刊現代にヌードグラビアが掲載され、翌月にはマックス・エー専属女優として処女のままAVデビュー
2020年3月をもって専属を離れ、企画単体女優となる。
AVライターの東風克智いわく「育成途中のミニマムボイン処女」。

## 作品

### イメージDVD
- 初裸 virgin nude（2019年10月17日、REbecca）[8]

### アダルトDVD
2019年
- ロストヴァージン密着ドキュメント 純潔処女デビュー（11月25日、マックス・エー）[7]

2020年
- 制服美処女 リアルAV撮影ドキュメント 私、AV女優になれますか?（1月25日、マックスエー）[9]
- 自由奔放で小悪魔な妹とイチャイチャ同棲性活（2月25日、マックス・エー）
- 決心 美・処女から中出しまでの軌跡（3月25日、マックス・エー）
- むちむちデカ尻 神ブルマ ロリ美少女やぽっちゃり娘にピチピチブルマ&体操着を着せ、ハミパン、ムレムレワレメを毛穴まで見えるほどの超ドアップ接写!さらに尻コキ、着衣お漏らし放尿やブルマぶっかけ、生中出し等ブルマ好きに送る完全着衣フェチAV（5月8日、親父の個撮）

### VR
- 観VR 処女を失ったばかりのブラコン彼女が初めて彼氏の部屋に… チャットで処女喪失直後の慣れないSEXを生中継!（2020年3月4日、マックス・エー）

## 出演

### 映画
- 痴漢電車 夢見る桃色なすび（2020年1月1日公開、オーピー映画） - 「鈴木加乃恵」役[10]

## 書籍

### デジタル写真集
- 鳥越はな「 Virginヘアヌード」 週刊現代デジタル写真集（2019年12月25日、講談社、撮影:鈴木ゴータ）

### 雑誌
- 週刊現代 2019年10月12・19日号（講談社）- グラビア「新人女優・鳥越はな」
- 月刊FANZA 2020年2月号（ジーオーティー）- インタビュー「HATSUMONO!」